# フランク・ロイド・ライト

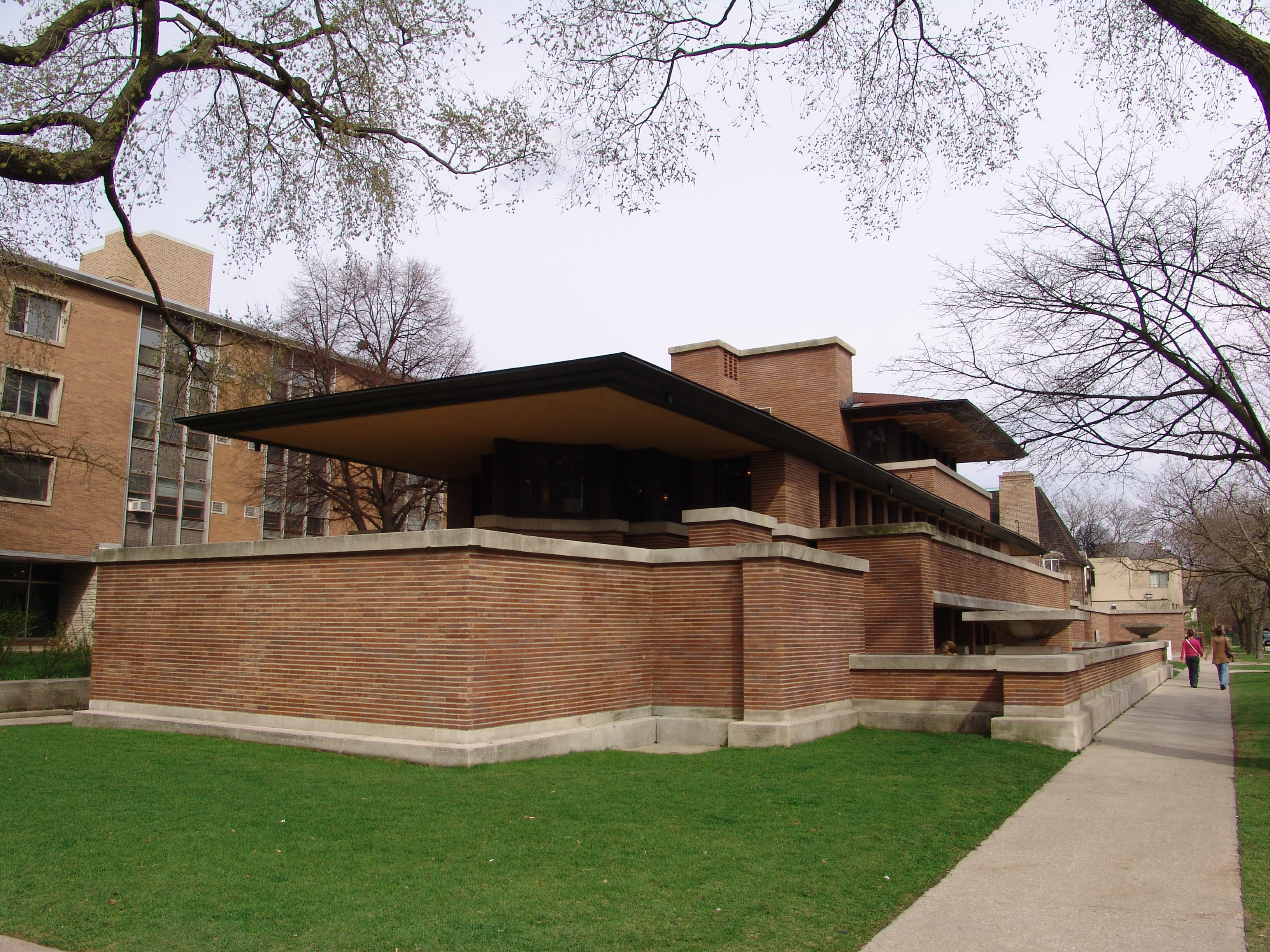
プレイリースタイルの代表作ロビー邸

フランク・ロイド・ライト（Frank Lloyd Wright、1867年6月8日 - 1959年4月9日）は、アメリカの建築家。
アメリカ大陸に多くの建築作品があり、日本でもいくつか作品を残している。ル・コルビュジエ、ミース・ファン・デル・ローエと共に「近代建築の三大巨匠」と呼ばれる（ヴァルター・グロピウスを加え四大巨匠とみなすこともある）。「カーポート」の名付け親でもあり、1930年代にユーソニアン住宅にカーポートを設置し、初めてカーポートと呼んだ。ただし、世界で初めてカーポート付き住宅を造ったのは、ライトの建築設計事務所に勤務していたウォルター・バーリー・グリフィンであった。

## 生涯
ウィスコンシン州に牧師の父ウィリアム・ライトと母アンナの間の第1子として生まれた。ウィスコンシン大学マディソン校土木科を中途退学した後、シカゴへ移り住んだ。叔父ジェンキンの紹介により、建築家のジョセフ・ライマン・シルスビーの事務所で働き始めたが、1年ほどでシルスビー事務所を辞し、ダンクマール・アドラーとルイス・サリヴァンが共同して設立したアドラー＝サリヴァン事務所へと移った。アドラー＝サリヴァン事務所ではその才能を見込まれ、事務所における1888年以降のほとんどの住宅の設計を任せられた。ライト自身もサリヴァンをLieber Meister (愛する師匠）と呼んで尊敬し、生涯にわたりその影響を肯定し続けた。
アドラー＝サリヴァン事務所に勤めてもうすぐ7年になろうとした1893年、事務所での設計業務とは別にアルバイトの住宅設計を行っていたことがサリヴァンの知るところとなり、その件を咎められたライトはアドラー＝サリヴァン事務所を辞し、独立して事務所を構えた。ライトの経済的困窮は、子だくさんに加え、洋服や車など、贅沢品を好むそのライフスタイルにあった。1894年のウィンズロー邸は独立後最初の作品である。
独立した1893年から1910年までの17年間に計画案も含め200件近い建築の設計を行い、プレイリースタイル（草原様式、プレーリー様式、Prairie Style）の作品で知られるようになった。1906年のロビー邸はその代表的作品である。プレイリースタイルの特徴としては、当時シカゴ周辺の住宅にあった屋根裏、地下室などを廃することで建物の高さを抑えたこと、水平線を強調した佇まい、部屋同士を完全に区切ることなく、一つの空間として緩やかにつないだことなどがあげられる。プレーリースタイルは、シカゴ・コロンビア博覧会に日本から出展された宇治平等院鳳凰堂の模型をライトが見て、インスピレーションを得たといわれる。19世紀末のアメリカで爆発的人気を得た。
ヨーロッパの建築様式の模倣である新古典主義が全盛であった当時のアメリカにおいて、プレイリースタイルの作品でアメリカの郊外住宅に新しい建築様式を打ち出し、建築家としての評価を受けたライトであったが、この後1936年のカウフマン邸（落水荘）までの間、長い低迷期を迎えることとなる。そのきっかけになった出来事が1904年に竣工したチェニー邸の施主の妻ママー・チェニーとの不倫関係であった。
当時、ライトは1889年に結婚したキャサリン・トビンとの間に6人の子供をもうけていた。既にチェニー夫人と恋仲にあったライトは妻キャサリンに離婚を切り出したが、彼女は応じなかった。1909年、42歳であったライトはついに事務所を閉じ、家庭をも捨て、チェニー夫人とニューヨーク、さらにはヨーロッパへの駆け落ちを強行する。1911年にアメリカに帰国するまでの2年間に設計活動が行われることはなかったが、その間に滞在したベルリンにおいて、後にライトの建築を広く知らしめ、ヨーロッパの近代建築運動に大きな影響を与えるきっかけとなったヴァスムート社出版のライト作品集の編集及び監修に関わった。

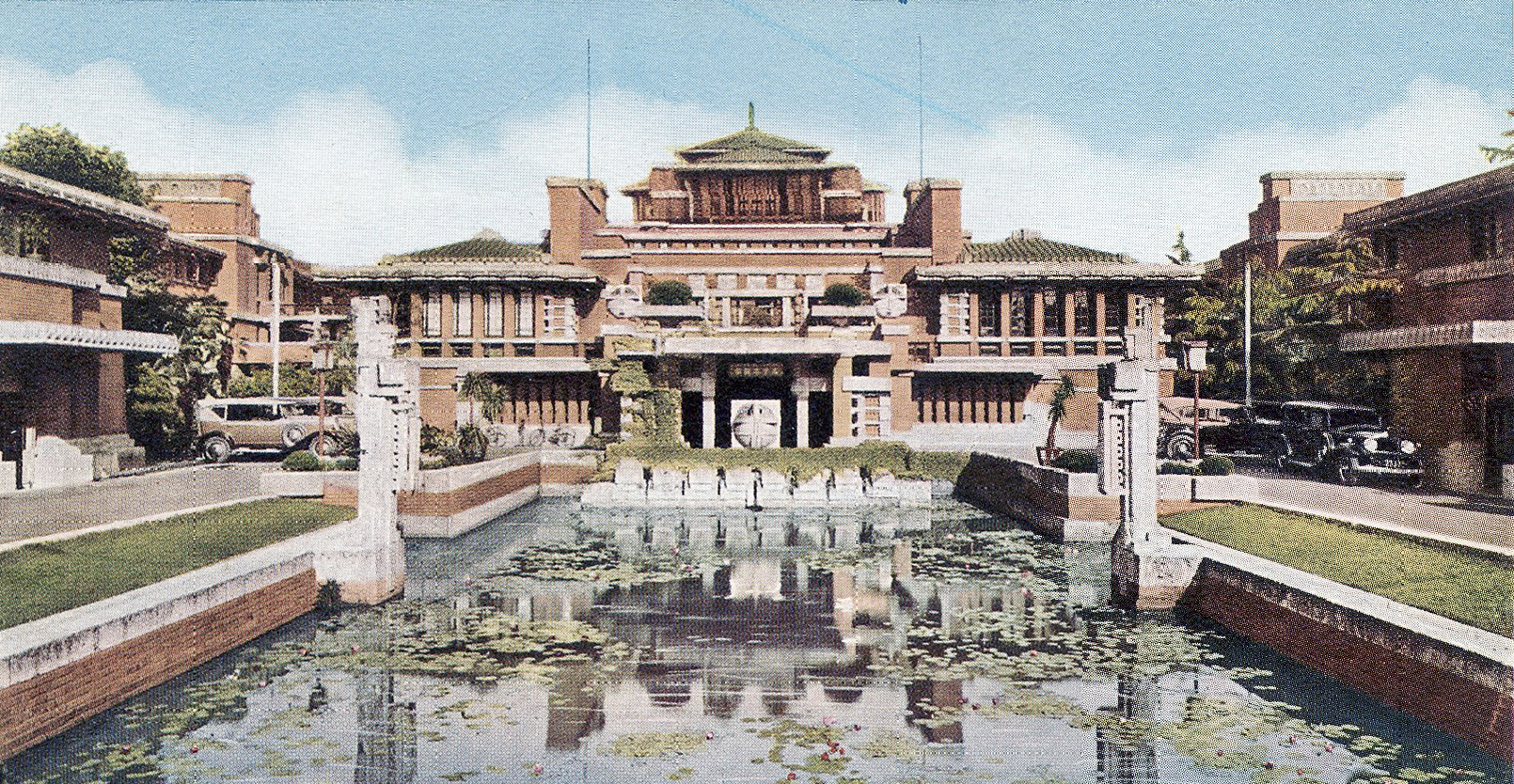
帝国ホテルライト館の正面

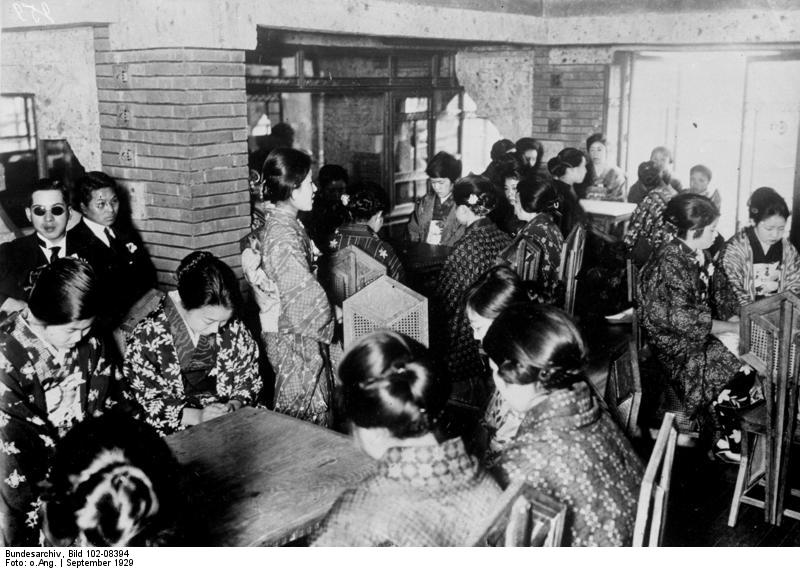
ライトデザインのピーコック・チェアが置かれたクラブハウス

1911年に帰国したライトを待っていたのは、不倫事件によって地に落ちた名声と設計依頼の激減という危機的状況であった。妻は依然として離婚に応じなかったが、ライトはチェニー夫人との新居を構えるべく、母アンナに与えられたウィスコンシン州スプリング・グリーンの土地にタリアセンの設計を始めた。その後、少しずつではあるが設計の依頼が増えてきたライトを更なる事件が襲った。タリアセンの使用人であったジュリアン・カールトンが建物に放火した上、チェニー夫人と2人の子供、及び弟子達の計7人を斧で惨殺したのである。なお、逮捕されたカールトンは犯行の動機を語ることなく、7週間後に獄中で餓死した。当時、シカゴの現場に出ていたライトは難を逃れたが、これにより大きな精神的痛手を受け、さらには再びスキャンダルの渦中の人となった。そのような中で依頼が来たのが、日本からの帝国ホテル新館設計の仕事であった。
1913年、東京での帝国ホテル新館設計のために訪日。以後もたびたび訪日し設計を進めたが、大幅な予算オーバーと工期の遅れに起因する経営陣との衝突から、このホテルの完成を見ることなく離日を余儀なくされた。ホテルの建設は弟子の遠藤新の指揮のもとその後も続けられ1923年に竣工した。
数々の不幸に見舞われ、公私にわたり大打撃を受けたライトであったが、1930年代後半になるとカウフマン邸（落水荘）、ジョンソンワックス社と相次いで2つの代表作を世に発表し、70歳代になって再び歴史の表舞台に返り咲くことになる。 2作ともにカンチレバー（片持ち梁）が効果的に用いられた。同時期にはプレイリースタイルの発展形である「ユーソニアン・ハウス」と名付けられた新たな建設方式を考案し、これに則った工業化住宅を次々と設計した。ここでは万人により安価でより良い住宅を提供することが目標とされた。1936年のジェイコブス邸はその第1作目の作品である。
そのスタイルには変遷もあり、一時はマヤの装飾を取り入れたことがあるが、基本的にはモダニズムの流れをくみ、幾何学的な装飾と流れるような空間構成が特徴である。浮世絵の収集でも知られ、日本文化から少なからぬ影響を受けていることが指摘されている。浮世絵のディーラーとしても知られ、富豪のために日本で浮世絵を購入した上で売却している。

## 家族
妻として、キャサリン・トビン、ママー・ボソウィック（元チェニー夫人。内縁）、モード・ノエル(薬物中毒)、オルガ・イヴァノウァ・ヒンゼンブルグ（神秘主義者グルジェフの弟子で彼らの提唱する神聖舞踏のダンサー）。キャサリンとの間に実子が6人。息子のフランク・ロイド・ライト・ジュニア（通称ロイド・ライト）、ジョン・ロイド・ライトはともに建築家。孫娘に、アカデミー賞女優のアン・バクスターがいる。

## 代表作

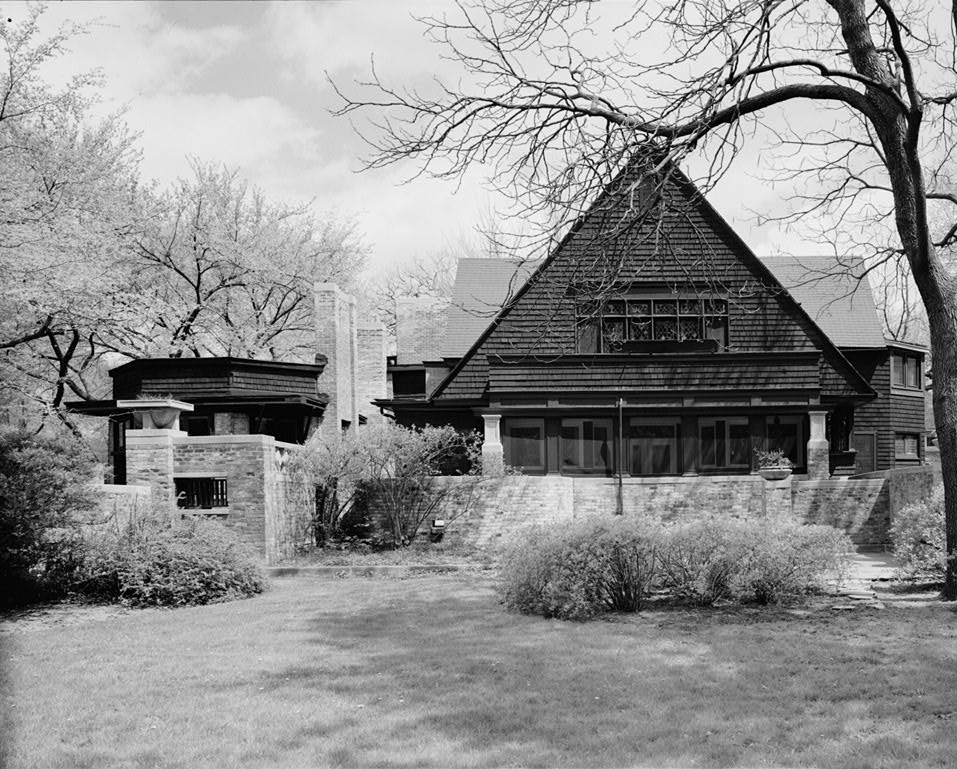
自邸と事務所
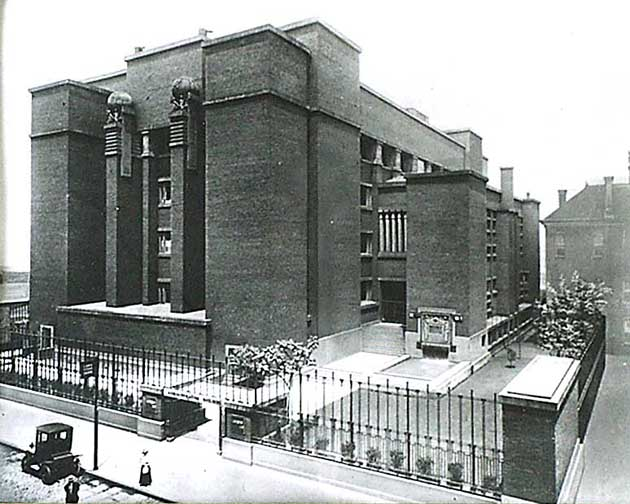
ラーキン・ビル
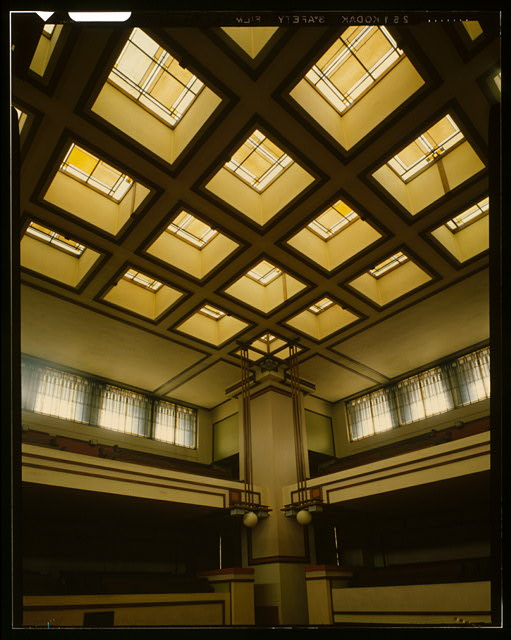
ユニティ教会
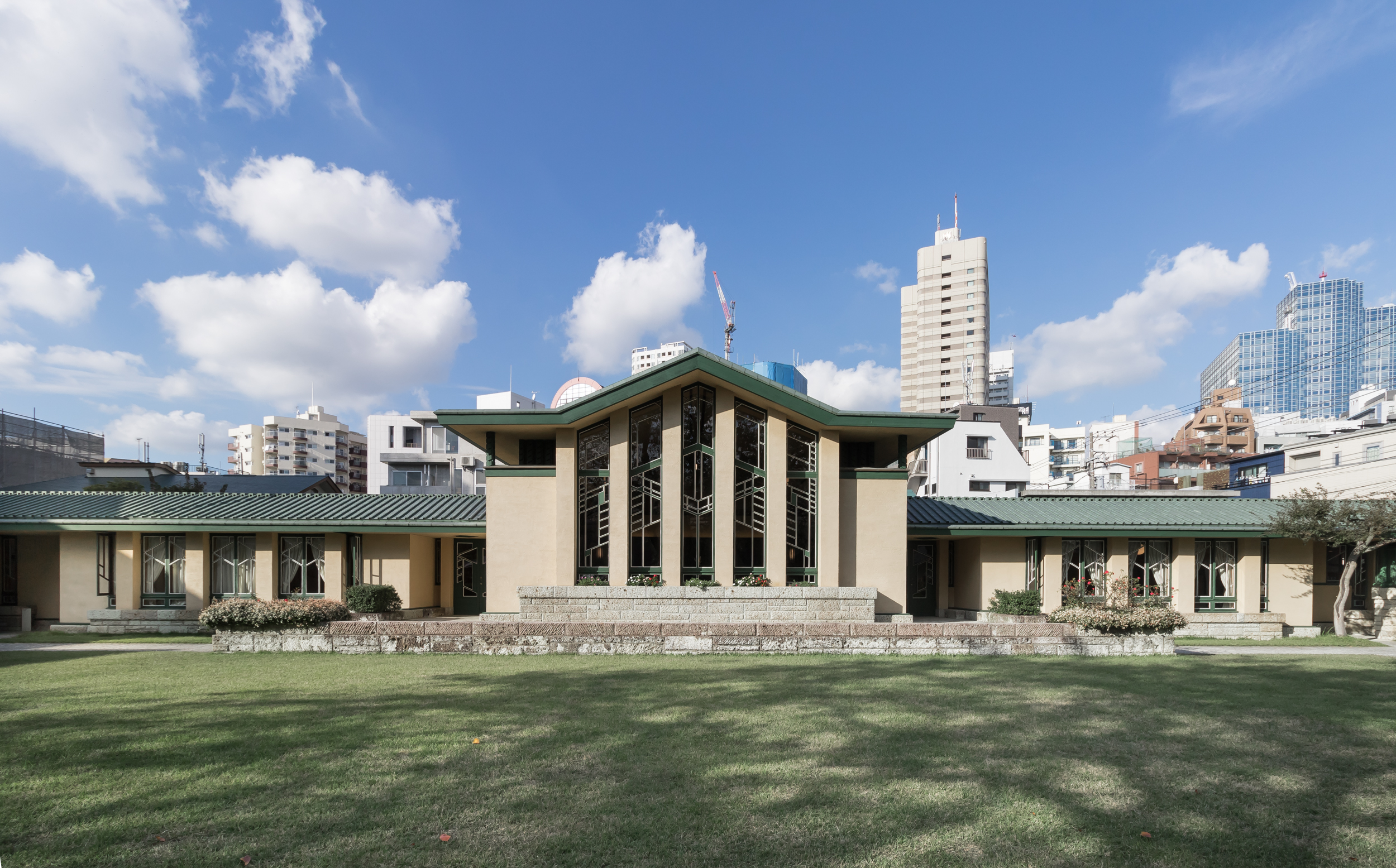
自由学園明日館
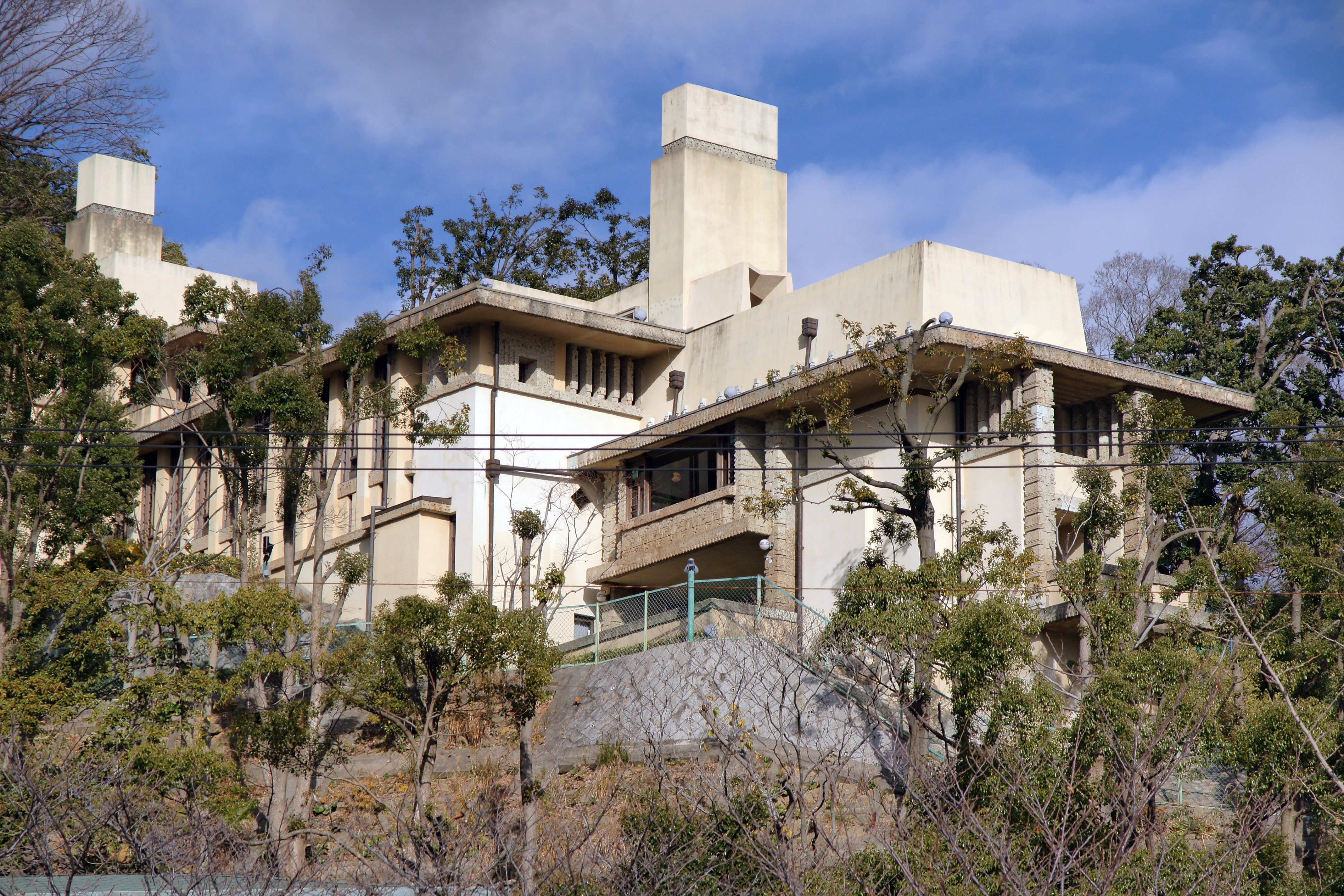
山邑邸
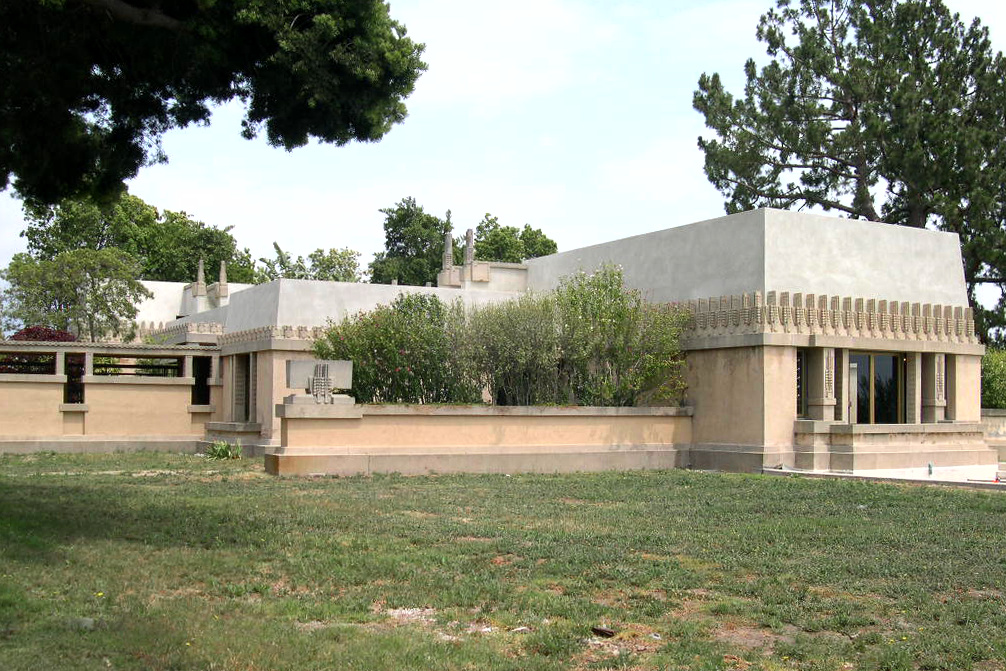
バーンズドール邸
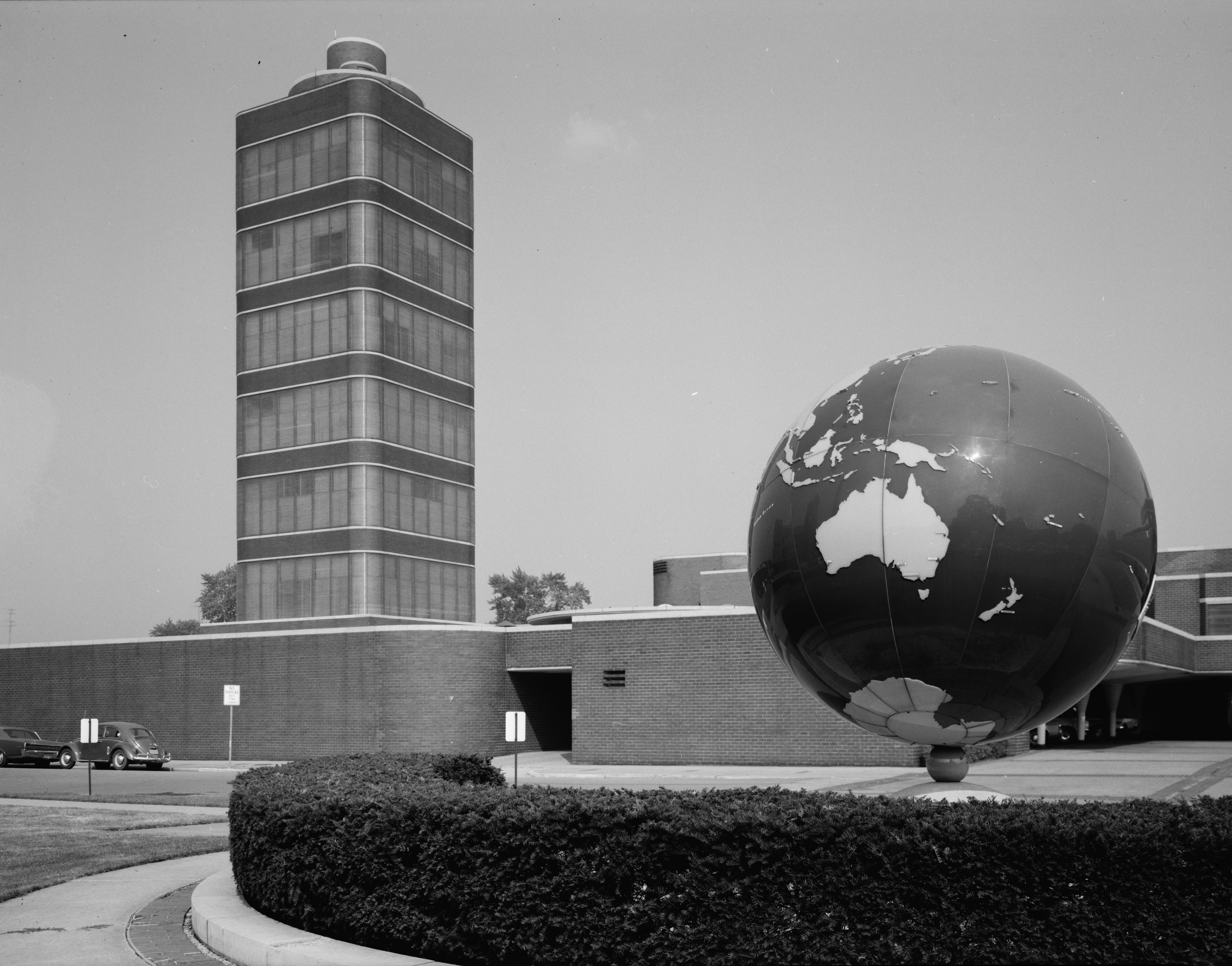
ジョンソンワックス社研究所棟
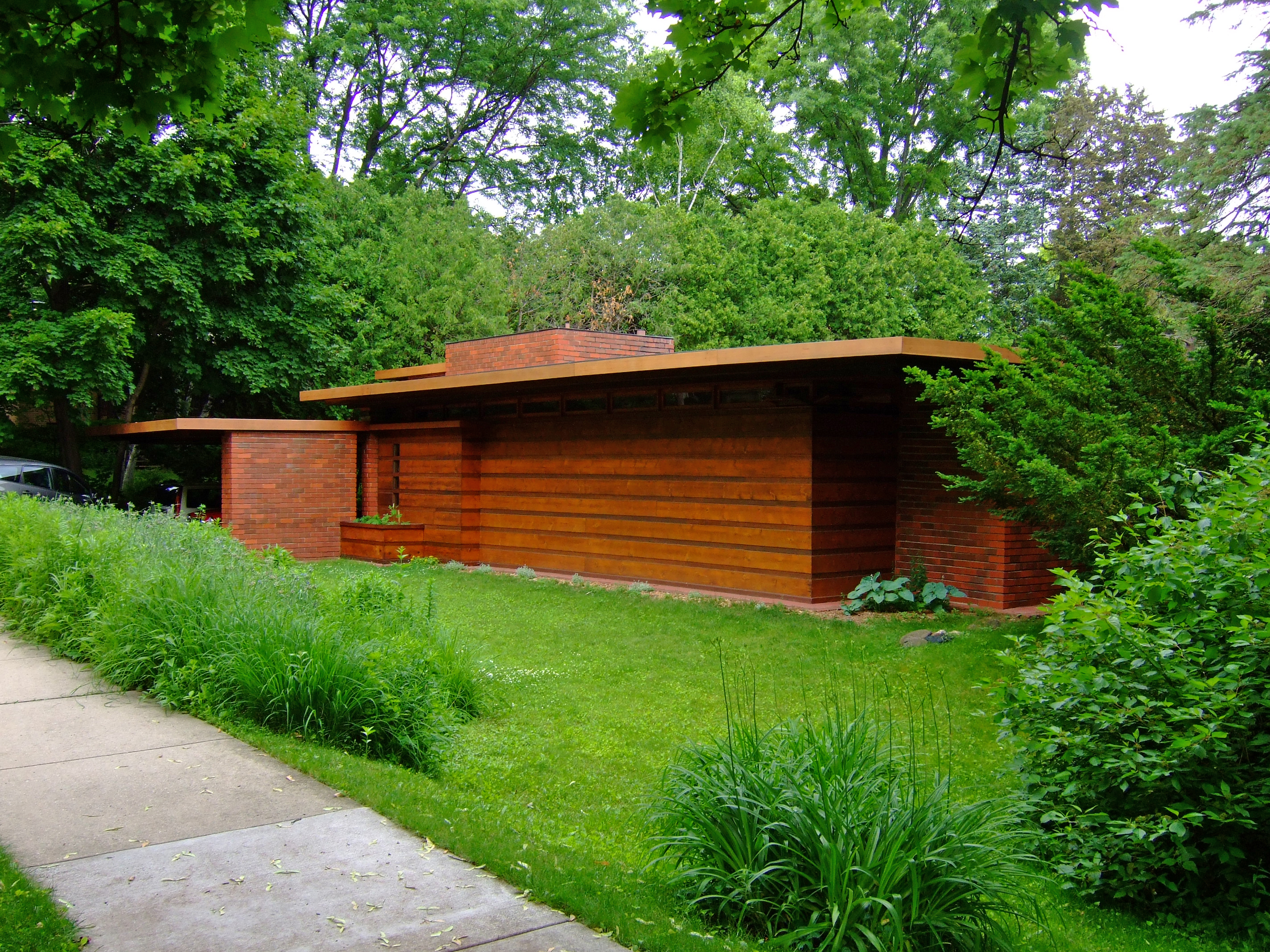
ジェイコブス邸
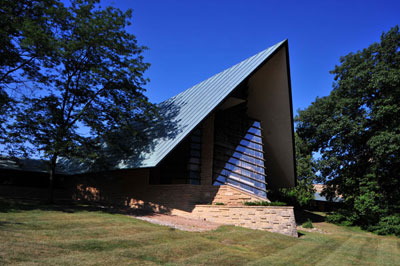
ユニテリアン教会
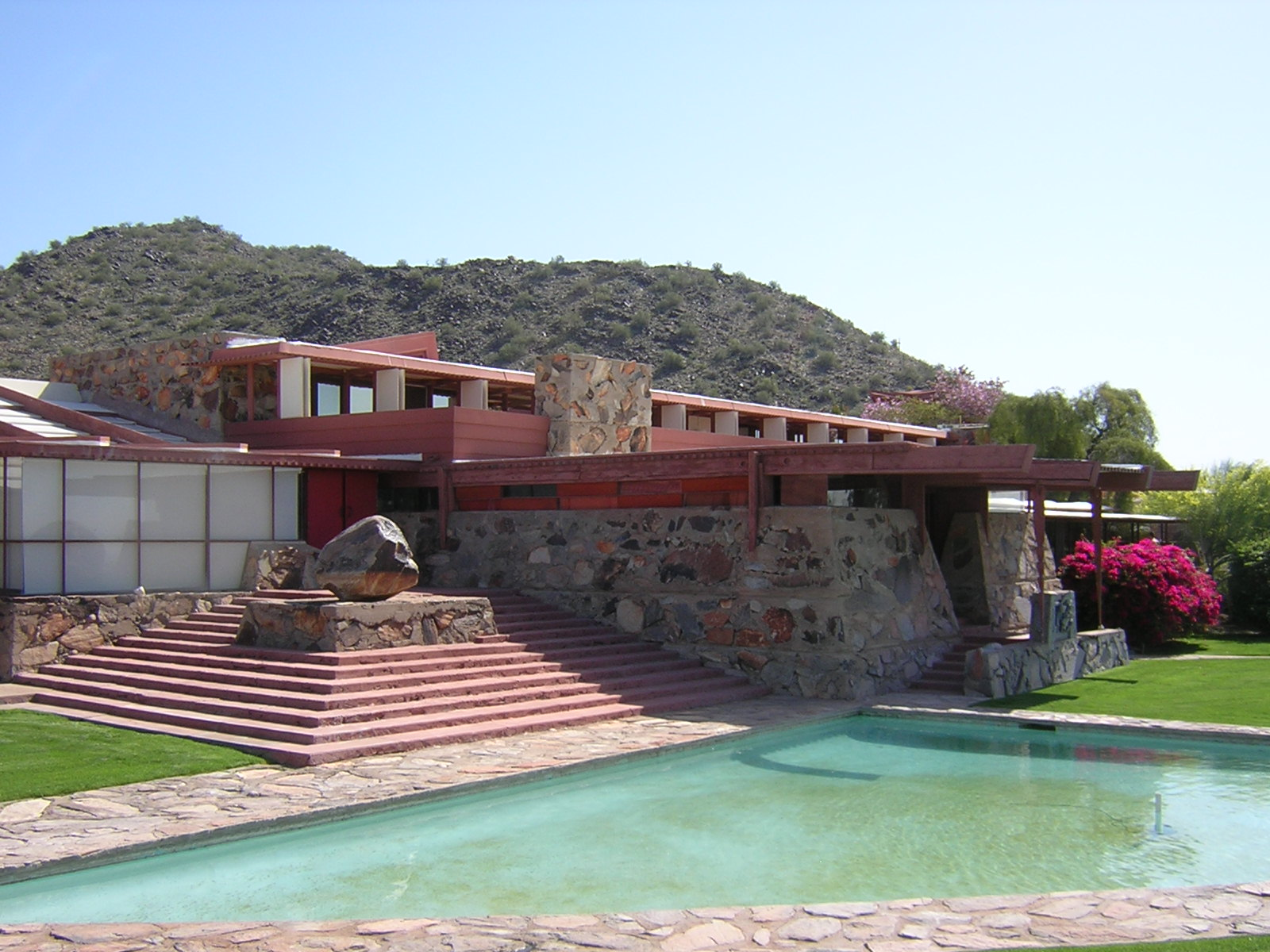
タリアセン・ウエスト
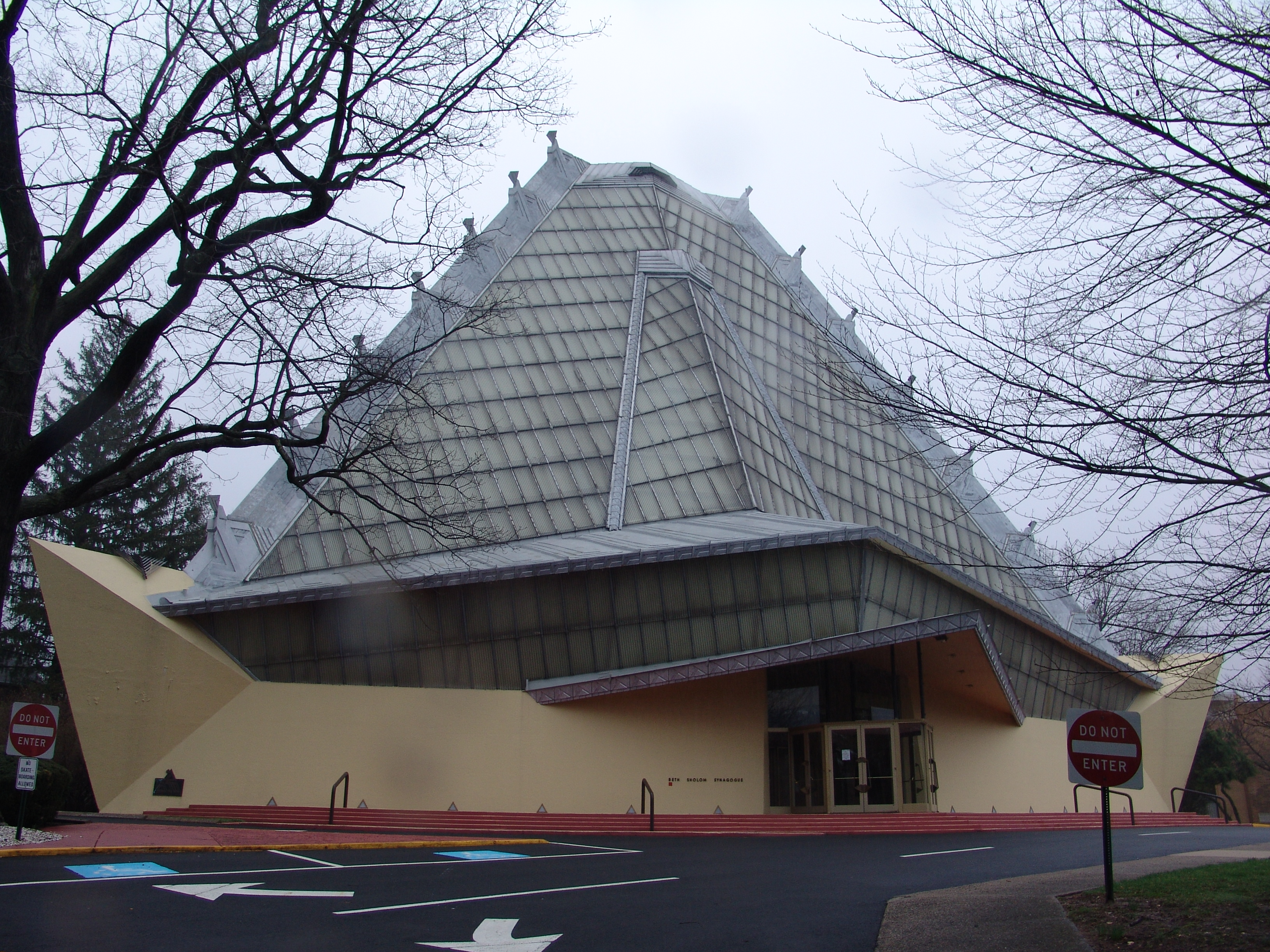
ベス・ショーロム・シナゴーグ
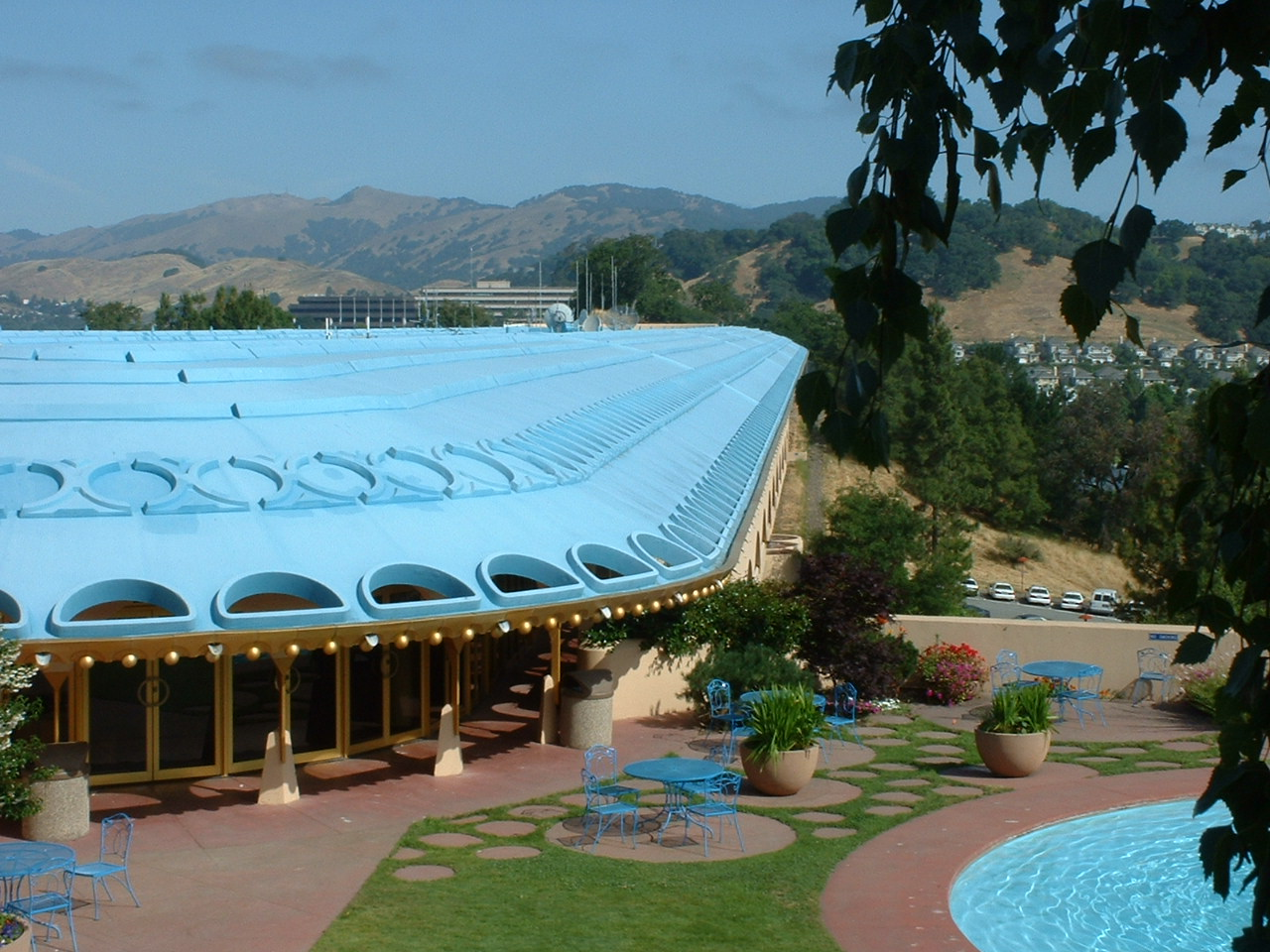
マリン郡役所

| 名称                         | 年     | 都市                 | 州県             | 国             | 状態       | 備考                                   |
| ---------------------------- | ------ | -------------------- | ---------------- | -------------- | ---------- | -------------------------------------- |
| ライト自邸と事務所           | 1889年 | オークパーク         | イリノイ州       | アメリカ合衆国 |            |                                        |
| ウィンズロー邸               | 1894年 | リバー・フォレスト   | イリノイ州       | アメリカ合衆国 |            |                                        |
| ラーキン・ビル               | 1903年 | バッファロー         | ニューヨーク州   | アメリカ合衆国 | 現存せず   |                                        |
| ロビー邸                     | 1906年 | シカゴ               | イリノイ州       | アメリカ合衆国 |            | 世界遺産                               |
| ユニティ・テンプル           | 1908年 | オークパーク         | イリノイ州       | アメリカ合衆国 |            | 世界遺産                               |
| ミッドウェー・ガーデン       | 1913年 | シカゴ               | イリノイ州       | アメリカ合衆国 | 現存せず   |                                        |
| タリアセン                   | 1914年 | スプリング・グリーン | ウィスコンシン州 | アメリカ合衆国 |            | 世界遺産                               |
| バーンズドール邸             | 1917年 | ロサンゼルス         | カリフォルニア州 | アメリカ合衆国 |            | 世界遺産                               |
| 旧林愛作邸                   | 1917年 | 世田谷区             | 東京都           | 日本           |            | 現 電通八星苑（非公開）                |
| 帝国ホテル                   | 1923年 | 千代田区             | 東京都           | 日本           | 一部移築   | 正面玄関部が博物館明治村に移築         |
| ミラード邸                   | 1923年 | パサデナ             | カリフォルニア州 | アメリカ合衆国 |            |                                        |
| 旧山邑邸                     | 1923年 | 芦屋市               | 兵庫県           | 日本           | 重要文化財 | 現 ヨドコウ迎賓館 世界遺産拡張登録候補 |
| 自由学園明日館               | 1926年 | 豊島区               | 東京都           | 日本           | 重要文化財 | 共同設計：遠藤新                       |
| タリアセンIII                | 1925年 | スプリング・グリーン | ウィスコンシン州 | アメリカ合衆国 |            |                                        |
| ビルトモア・ホテル           | 1926年 | フェニックス         | アリゾナ州       | アメリカ合衆国 |            |                                        |
| カウフマン邸／落水荘         | 1936年 | ミル・ラン           | ペンシルベニア州 | アメリカ合衆国 |            | 世界遺産                               |
| ジェイコブス邸               | 1936年 | マディソン           | ウィスコンシン州 | アメリカ合衆国 |            | 世界遺産                               |
| ジョンソン邸                 | 1937年 | ウィンド・ポイント   | ウィスコンシン州 | アメリカ合衆国 |            |                                        |
| タリアセン・ウエスト         | 1937年 | スコッツデール       | アリゾナ州       | アメリカ合衆国 |            | 世界遺産                               |
| ジョンソンワックス社事務所棟 | 1939年 | ラシーン             | ウィスコンシン州 | アメリカ合衆国 |            |                                        |
| ジョンソンワックス研究所棟   | 1944年 | ラシーン             | ウィスコンシン州 | アメリカ合衆国 |            |                                        |
| 旧モリス商会                 | 1948年 | サンフランシスコ     | カリフォルニア州 | アメリカ合衆国 |            |                                        |
| ユニテリアン教会             | 1951年 | ショアウッド・ヒルズ | ウィスコンシン州 | アメリカ合衆国 |            |                                        |
| プライスタワー               | 1953年 | バートルズビル       | オクラホマ州     | アメリカ合衆国 |            |                                        |
| ギリシア正教教会             | 1956年 | ウォーワトサ         | ウィスコンシン州 | アメリカ合衆国 |            |                                        |
| ベス・ショーロム・シナゴーグ | 1956年 | エルキンズ・パーク   | ペンシルベニア州 | アメリカ合衆国 |            |                                        |
| グッゲンハイム美術館         | 1959年 | ニューヨーク         | ニューヨーク州   | アメリカ合衆国 |            | 世界遺産                               |
| マリン郡役所                 | 1963年 | サンラフェル         | カリフォルニア州 | アメリカ合衆国 |            |                                        |
| アリゾナ州立大学記念劇場     | 1937年 | テンピ               | アリゾナ州       | アメリカ合衆国 |            |                                        |

- 自邸と事務所
- ラーキン・ビル
- ユニティ教会
- 自由学園明日館
- 山邑邸
- バーンズドール邸
- ジョンソンワックス社研究所棟
- ジェイコブス邸
- ユニテリアン教会
- タリアセン・ウエスト
- ベス・ショーロム・シナゴーグ
- マリン郡役所

## 世界遺産
2019年7月7日、アゼルバイジャンのバクーで開催されていた第43回世界遺産委員会において、「フランク・ロイド・ライトの20世紀建築作品群」として、ユニティー・テンプル、フレデリック・C・ロビー邸、タリアセン、バーンズドール邸（ホリーホック邸）、落水荘、ハーバート・キャサリン・ジェイコブス邸、タリアセン・ウエスト、グッゲンハイム美術館の8件が世界遺産に登録された。

## ライトの事務所、タリアセン・フェローシップの建築家
- アントニン・レーモンド
- ノエミ・レーモンド
- 遠藤新
- 土浦亀城
- 土浦信
- ルドルフ・シンドラー
- リチャード・ノイトラ
- 田上義也
- 南信
- 柴田太郎
- 岡見健彦
- 天野太郎
- 遠藤楽
- 一ノ宮賢治
- パオロ・ソレリ
- カネジ・ドウモト